# Pomfret (Nueva York)
Pomfret es un pueblo ubicado en el condado de Chautauqua en el estado estadounidense de Nueva York. En el año 2000 tenía una población de 14.703 habitantes y una densidad poblacional de 129.3 personas por km².

## Geografía
Pomfret se encuentra ubicado en las coordenadas 42°25′2″N 79°21′2″O / 42.41722, -79.35056.

## Demografía
Según la Oficina del Censo en 2000 los ingresos medios por hogar en la localidad eran de $35,444, y los ingresos medios por familia eran $47,252. Los hombres tenían unos ingresos medios de $35,669 frente a los $25,997 para las mujeres. La renta per cápita para la localidad era de $16,506. Alrededor del 15.9% de la población estaban por debajo del umbral de pobreza.